# مارتون فوكسوفيكس
مارتون فوكسوفيكس (بالمجرية: Fucsovics Márton)‏ مواليد 8 فبراير 1992 في نيرغهازا، هو لاعب كرة مضرب مجري بدأ مسيرته كمحترف سنة 2009 يلعب باليد اليمنى ويحتل حالياً المرتبة رقم. 200 (أغسطس 24, 2015) في تصنيف رابطة محترفي كرة المضرب. أعلى تصنيف له في الفردي كان المركز الـ 135 في سنة 2014.

## وصلات خارجية
- مارتون فوكسوفيكس على موقع رابطة محترفي التنس (الإنجليزية)
- مارتون فوكسوفيكس على موقع الاتحاد الدولي لكرة المضرب (الإنجليزية)
- مارتون فوكسوفيكس على موقع كأس ديفيز (الإنجليزية)
- مارتون فوكسوفيكس على موقع خلاصة التنس.كوم (الإنجليزية)
- مارتون فوكسوفيكس على موقع اللجنة الأولمبية الدولية (الإنجليزية)
- مارتون فوكسوفيكس على موقع أوليمبيديا (الإنجليزية)
- الموقع الرسمي